# Hehlrath
Hehlrath is een plaats in de Duitse gemeente Eschweiler, deelstaat Noordrijn-Westfalen, en telt 1285 inwoners.

## Geboren
- Martin Schulz (1955), politicus